# أبونو
أبونو (بالإسبانية: Apoño)‏ (مواليد 13 فبراير 1984 في ماربيا - إسبانيا) لاعب كرة قدم إسباني يلعب حاليا لصالح نادي الدرجة الأولى مالقا الإسباني منذ 2007 في مركز الوسط المدافع كما يجيد اللعب في مركز الوسط المهاجم .

## روابط خارجية
- أبونو على موقع قاعدة بيانات كرة القدم.إي يو (الإنجليزية)
- أبونو على موقع Soccerway.com (الإنجليزية)
- أبونو على موقع AS.com (الإسبانية)